# Liste der Monuments historiques in Messein
Die Liste der Monuments historiques in Messein führt die Monuments historiques in der französischen Gemeinde Messein auf.

## Liste der Immobilien
| Bezeichnung     | Beschreibung                                                                        | Standort                  | Kennzeichnung | Schutzstatus | Datum | Bild           |
| --------------- | ----------------------------------------------------------------------------------- | ------------------------- | ------------- | ------------ | ----- | -------------- |
| Camp d’Affrique | hallstatt- und latènezeitliche Abschnittsbefestigung, 5. und 4. Jahrhundert v. Chr. | nördlich des Ortes (Lage) | PA54000015    | Inscrit      | 1998  | weitere Bilder |